# 경창산업
경창산업(KYUNG CHANG INDUSTRIAL Co., Ltd.)는 대한민국의 자동차부품 기업이다. 현대자동차그룹의 1차 벤더이다
자동 변속기(Auto Transmission) 부품, 케이블(Cable)류, 페달(Pedal)류, 레버(Lever)류 등을 생산한다

## 참고문헌
1. ↑  이승열, 손일호 경창산업 대표이사 회장, 비지니스포스트, 2024-02-26
2. ↑  조남호, 경창산업, 4년째 이어진 계속기업 불확실성 꼬리표, 이투데이, 2022-03-29
3. ↑  한국IR협의회 기술분석보고서 경창산업 2021-02-08